# Kaljenje jekel
Kaljênje je postopek toplotne obdelave jekel, pri katerem jeklo najprej segrejemo do kalilne temperature (v področje avstenita), nato pa ga hitro ohladimo. Na ta način dobimo trdo strukturo - martenzit. Ogljikovo jeklo mora vsebovati zadostno količino ogljika (0,6 - 2,06 % ogljika), da je kaljivo. Lastnost jekel, da se jim pri kaljenju poveča trdota, imenujemo kaljivost. Pojem, ki označuje, ali se je predmet pri kaljenju prekalil po vsem prerezu, pa imenujemo prekaljivost. Zaradi hitrega ohlajanja se pri kaljenju pojavijo v materialu velike notranje napetosti; grozi nevarnost, da bi predmet počil. Da to preprečimo, zakaljen predmet popustimo. Popuščanje je postopek, pri katerem zakaljeni predmet segrejemo do 180 °C (ko martenzit še ne izgubi trdote); segrevamo takoj po kaljenju, še preden se predmet popolnoma ohladi do temperature okolice. Glavni namen kaljenje je navadno povečanje trdote jekla.